# Centralstadion, Jekaterinburg
Centralstadion (ryska: Центральный), även kallad Jekaterinburg Arena, är en idrottsarena i Jekaterinburg, Ryssland med en kapacitet på 35 696 åskådare. 
Arenan invigdes 1957 och har renoverats vid två tillfällen. Arenan är hemmaplan för det ryska fotbollslaget FC Ural Yekaterinburg som spelar i den ryska premier league.